# Legion of Merit
Legion of Merit (svenska: Amerikanska Legion of Merit, AmLegMer) är en militär dekoration i USA:s väpnade styrkor som utdelas för exceptionellt förtjänstfullt uppförande i utförandet av framstående tjänster och prestationer. Utmärkelsen utdelas till militär personal i USA:s väpnade styrkor liksom till utländska militärer och politiker.
Amerikaner tilldelas enbart den lägre graden, Legionär medan de högre graderna är förbehållna utlänningar.

## Funktion
Legion of Merit är den enda amerikanska dekorationen som utdelas i flera olika grader (att jämföra med flertalet riddarordnar och förtjänstordnar). Kommendörsgraden är också en av endast två amerikanska militära dekorationer som är avsedd att bäras i band runt halsen (den andra är Medal of Honor).
Legion of Merit är på sjätte plats i rangordningen av USA:s militära dekorationer, och bärs efter Defense Superior Service Medal och före Distinguished Flying Cross. 
I samtida användning i USA:s väpnade styrkor, utdelas Legion of Merit ofta till armén, marinkåren, flygvapnet och rymdstyrkans generaler och överstar samt flottans och kustbevakningens flaggmän och kommendörer i befälsposition eller mycket höga stabspositioner inom sina respektive försvarsgrenar; den utdelas inte för försvarsgrensövergripanade verksamhet (som istället har Defense Superior Service Medal). 
Den kan också tilldelas officerare av lägre grad och till warrant officers, underofficerare och manskap, men dessa fall är mindre vanliga och omständigheterna varierar beroende på tjänst. Som sådan kan medaljen anses som "poäng" i vissa värvade belöningssystem, såsom flygvapnet, där den räknas som sju poäng (av 25 möjliga poäng för dekorationer).

## Grader
Den högsta graden, Chief Commander ges till utländska stats- eller regeringschefer. Den näst högsta graden, Commander ges till utländska militärer i jämförbar ställning till en ledamot av Joint Chiefs of Staff i USA eller högre. Graden Officer ges vanligen till utländska försvarsattachéer. Legionärsgraden är den enda som amerikaner kan erhålla.
| Chief Commander | Commander | Officer | Legionnaire |
| --------------- | --------- | ------- | ----------- |
|                 |           |         |             |
| Släpspännen     |           |         |             |
|                 |           |         |             |

Medaljen delas ut i presidentens namn. 
- Respektive försvarsgrensminister bestämmer hur den (i lägsta graden) delas ut till personal i USA:s väpnade styrkor i respektive försvarsgren.[4]
- USA:s försvarsminister, efter inhämtande av samtycke från USA:s utrikesminister, bestämmer vilka av utländska militärer som tilldelas Legion of Merit, förutom i den högsta graden.[4]
- För Chief Commander lämnas gemensamt förslag från USA:s försvarsminister och USA:s utrikesminister till USA:s president.[4]